# Єжи Романик
Єжи Романик (пол. Jerzy Romanik; 21 вересня 1931, Закопане) — польський шахтар, у 1981—1986 роках — член Політбюро ЦК ПОРП. Вважався представником робітництва та «ліберального» крила у партійному керівництві, проте ухвалив режим воєнного стану.

## На шахті та в низовому партапараті
Народився у сім'ї робітників. З сімнадцяти років працював слюсарем у Ґродкуві, потім механіком у Копиці. У 1954 році намагався вступити на службу в міліцію, але отримав відмову через недостатній рівень освіти. З 1958 року працював на вугільній шахті Siemianowice у Семяновиці-Шльонську. Був гірником, потім бригадиром і майстром.
За правління Берута та Гомулки Єжи Романик був безпартійним. Інформації про його інтерес до політики джерела не містять. Тільки у 1971 році, за Герека, Романик вступив в урядущу компартію ПОРП. У 1974—1981 роках — секретар первинної парторганізації на шахті (спочатку з пропаганди, потім з оргпитань). У 1979 році ввійшов до складу міського комітету ПОРП Семяновиці-Шльонську. З жовтня 1980 року — кандидат у члени ЦК ПОРП. Реальної політичної ролі Романик не грав, але розглядався як підхожа постать для створення «робітничого іміджу» партії та гереківської «пропаганди успіхів».

## Член Політбюро

### Позиція «центриста»
У серпні 1980 року у Польщі піднявся потужний страйковий рух. Уряд ПНР змушено уклав зі страйкарями серпневі угоди та легалізував незалежну профспілку Солідарність. Едварда Герека на посаді першого секретаря ЦК змінив Станіслав Каня. У Катовицькому воєводстві виникла жорстка конфронтація. Воєводський комітет ПОРП очолював перший секретар Анджей Жабинський, один із лідерів «партійного бетону». Регіональний профцентр «Солідарності» стояв на радикально антикомуністичних позиціях. Діяла й організація сталінського «бетону» Катовицький партійний форум (KFP).
За таких обставин Єжи Романик змушений був визначитись у політичній позиції. Він зорієнтувався на Станіслава Каню та його «центристську» групу. У страйках Романик участі не брав, в «Солідарності» не був (рідкісний випадок для робітника), але при цьому засуджував «крайності» KFP, особливо нападки на партійних керівників, які зараховувались до «лібералів».

### Умовний «ліберал»
У липні 1981 року IX надзвичайний з'їзд ПОРП зробив великі зміни у керівних органах партії. Станіслав Каня на три місяці зберіг посаду першого секретаря, але на перший план виходили військові на чолі з Войцехом Ярузельським. Низку знакових постатей «бетонного» та «ліберального» напряму виведено з найвищого партійного керівництва. Низові парторганізації вимагали збільшити представництво робітників у ЦК та Політбюро. Відгуком на цю вимогу стало обрання в ЦК Романика з досить високим рейтингом.
На пропозицію Кані Романика кооптовано у Політбюро. У прийнятті рішень він не брав участі, але формально очолював комісію ЦК з гірничодобувної промисловості. Зараховувався до групи «нових лібералів» — поряд з вченим Геронімом Кубяком, робітниками Яном Лабенцьким, Зофією Гжиб. Але у випадку Романика умовний «лібералізм» був найбільш обмеженим. Він полягав у підтримці офіційних керівників — Кані, потім Ярузельського — у протистоянні з радикально-сталінським «бетоном». Крім того, Романик намагався відстоювати соціальні інтереси шахтарів, особливо щодо продовольчого постачання.

### Курсом генерала
Щодо «Солідарності» Романик зрушувався до конфронтаційної позиції — але не з власної ініціативи, а за генералом Ярузельським. На засіданні у вересні 1981 року Романик говорив, що «у партії нема шляху назад». На засіданні ЦК у листопаді, відповідаючи на заяву Ярузельського про напруженість у суспільстві й агресивність «Солідарності», Романик заявив про готовність «створювати ополчення для відсічі».
Романик цілком підтримав введення воєнного стану 13 грудня 1981 року. Будь-яких заперечень чи протестів з його боку публічно не фіксувалося, навіть під час розстрілу гірників шахти «Вуєк». На засіданні Політбюро 22 грудня — обговорювалися страйки на Хута Катовиці, на шахті «П'яст» і на шахті «Земовіт» — Романик говорив про необхідність швидше «збавити напругу» та рекомендував стежити за шахтарськими гуртожитками, "де багато молоді, яка шукає пригод.

## Відхід з політики
Весь період воєнного стану та ще кілька років Єжи Романик залишався членом Політбюро. Він не належав до реально керівного кола, але брав участь у церемоніальних заходах на чолі з генералом Ярузельським.
Після X з'їзду ПОРП у липні 1986 року Романика виведено з Політбюро (поряд з Кубяком і Гжиб; Лабенцького виведено ще у 1982 році). Членом ЦК ПОРП він залишався до саморозпуску партії у січні 1990 року. У бурхливих подіях — страйковій хвилі, Круглому столі, альтернативних виборах — кінця 1980-х років участі не брав, у Третій Речі Посполитій вийшов на пенсію.